# Choosing Children (documental)
Choosing Children és un documental nord-americà de Debra Chasnoff de 1985, filmat amb la seva parella en aquell moment, Kim Klausner. Va ser un pel·lícula sobre les mares lesbianes i les seves famílies.
La pel·lícula mostrava sis famílies amb mares lesbianes, els fills de les quals es van incorporar a la família mitjançant l'adopció, la inseminació de donants, la criança d'acollida i les relacions anteriors. criança i criança a la comunitat LGBTQ.